# Chauvincourt-Provemont
Chauvincourt-Provemont è un comune francese di 340 abitanti situato nel dipartimento dell'Eure nella regione della Normandia.

## Società

### Evoluzione demografica
Abitanti censiti